# Pico del Roncador
Pico del Roncador (en portugués:Pico do Roncador) es la montaña más alta del Distrito Federal, una de las entidades federales del país suramericano de Brasil. Alcanza una altura de 1.341 metros (4.400 pies) sobre el nivel del mar. Se encuentra al noroeste de la capital nacional la ciudad de Brasilia.